# Protestas antiturismo en España en 2024
Desde la primavera de 2024, se han producido en España protestas contra el sobreturismo, concretamente en los archipiélagos de Baleares y Canarias, y en las ciudades peninsulares de Barcelona y Málaga. Estos tres primeros lugares son los tres más visitados por los turistas en España. Tras la pandemia de COVID-19, que ha limitado las oportunidades de viajar de los turistas, el número de visitantes a los destinos españoles ha aumentado significativamente año tras año. Los gobiernos locales y los residentes creen que, en lugar de sustentar las localidades, el exceso de turismo ha contribuido a reducir la calidad de vida y aumentar el costo de vida de los residentes.
La BBC informó que, si bien el turismo excesivo ha preocupado a los residentes de los lugares más visitados durante un tiempo, «[en 2024] parece que algo ha cambiado. La ira entre muchos lugareños está alcanzando un nuevo nivel».

## Antecedentes

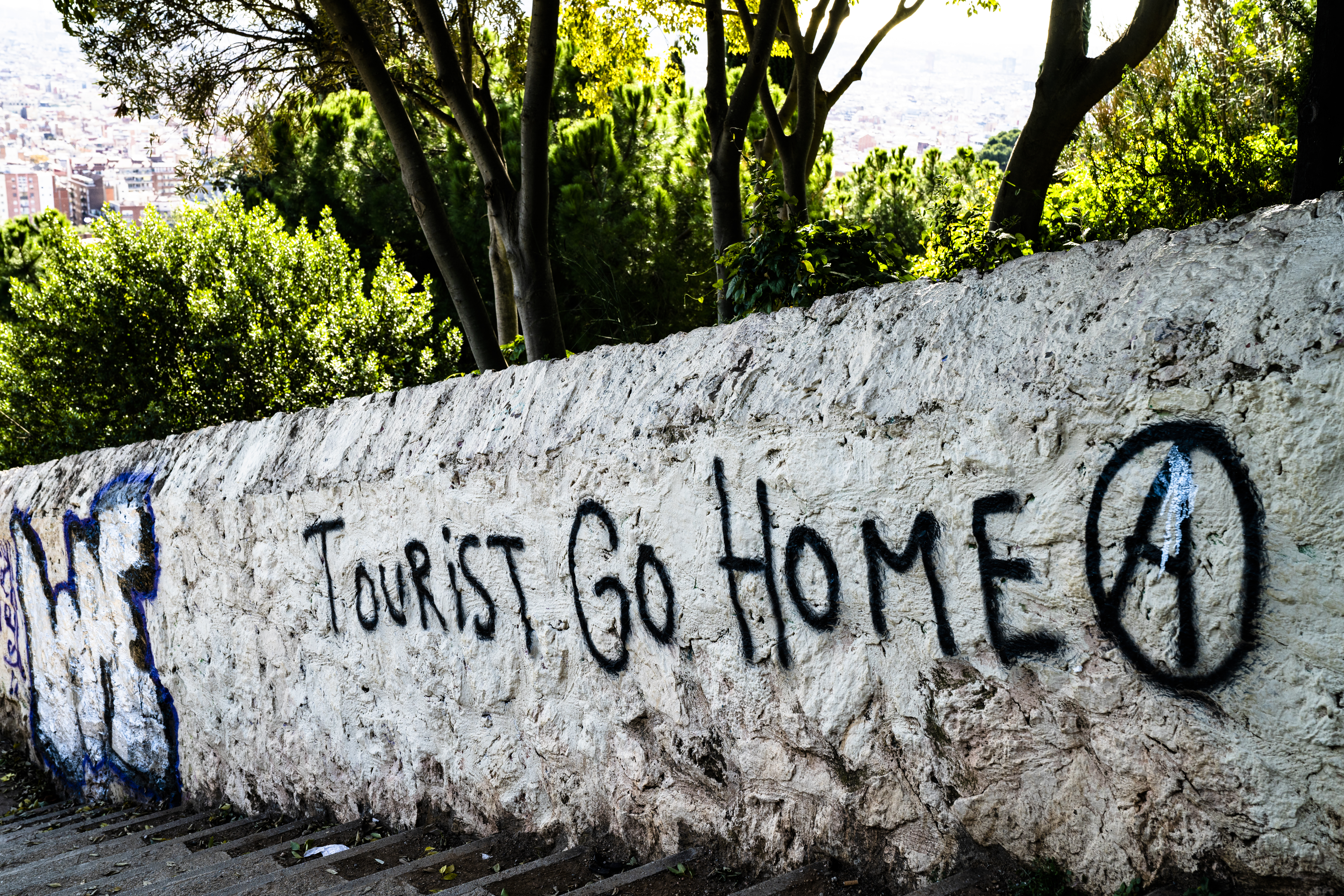
Grafiti de 2019 en Barcelona que dice tourist go home («turista, vete a casa») seguido de un círculo A.

Barcelona en particular es una ciudad que ha sufrido un exceso de turismo durante muchos años. Las preocupaciones aumentaron en 2018 y 2019, dirigidas tanto al turismo de playa como al cultural, con protestas y grafitis antiturísticos. Entre 2007 y 2019, algunas zonas de la ciudad experimentaron una disminución del 45% en la población residente, atribuida en gran medida a la influencia de Airbnb, que provocó que los inversores compraran apartamentos para utilizarlos como alquileres a corto plazo.
Tras la pandemia de COVID-19, que ha impedido a los turistas viajar, muchos destinos turísticos populares han experimentado un aumento del turismo y un número récord de visitantes, ya que los turistas regresan en grandes cantidades a la vez.
En abril de 2020 se publicó en Barcelona una propuesta de cambio radical en la organización de la ciudad, el «Manifiesto para la reorganización de la ciudad después del COVID-19», escrito por el teórico de la arquitectura Massimo Paolini y firmado por 160 académicos y 300 arquitectos. El manifiesto es radicalmente crítico con la turistificación y mercantilización de la ciudad, proponiendo: «eliminar los cruceros», «mantener las dimensiones actuales del aeropuerto», «estimular el decrecimiento turístico» y «eliminar cualquier inversión para promocionar la 'marca Barcelona'». En agosto de 2021, Barcelona se convirtió en la primera ciudad en prohibir el alquiler de habitaciones privadas a corto plazo.
El espacio es naturalmente limitado en las islas, y el crecimiento del turismo (y el consiguiente alquiler de propiedades a turistas a precios inflados) ha provocado una crisis inmobiliaria. En 2024, unos 1000 residentes de Mallorca vivían en sus vehículos, al igual que un número no especificado de residentes de Ibiza. El gobierno de las Islas Baleares desde 2023 es conservador y se negó a implementar el límite de alquiler introducido por el gobierno español. En marzo de 2024, el gobierno de las Islas Baleares comenzó a imponer severas multas por comportamiento antisocial de los turistas, alineando las restricciones con las leyes para los residentes, ya que el número de turistas siguió creciendo y este tipo de incidentes aumentaron. En Canarias, en 2023, un tercio de los residentes se encontraba en riesgo de pobreza.
Algunos eventos considerados como mercantilizadores de los espacios públicos de Barcelona y que fueron aprobados en 2024, incluido un desfile de moda en el Parque Güell y la celebración de la Copa América, aumentaron aún más el descontento de los residentes.
En 2023, hubo más de 85 millones de turistas en España, en comparación con sus 47 millones de habitantes. Los turistas que visitan España pueden creer que su patrocinio es la causa principal o única de la existencia de empleos locales en las zonas que visitan.

## Protestas
En abril de 2024 comenzaron las protestas masivas en las Islas Canarias, donde los residentes pedían un límite temporal al turismo hasta que se pudiera introducir una legislación para combatir los efectos negativos del exceso de turismo. Entre 20 000 y 50 000 personas en todas las islas participaron en protestas coordinadas contra el exceso de turismo, que según los activistas ha dañado el bienestar de la población y el medio ambiente de las islas. Las protestas fueron respaldadas por organizaciones ambientalistas como Greenpeace y el Fondo Mundial para la Naturaleza (WWF). Un portavoz del esfuerzo de coordinación dijo que el equilibrio entre turismo y bienestar se había vuelto crónicamente insostenible, especialmente en el año anterior a las protestas. Once miembros de un grupo de protesta se declararon en huelga de hambre por los grandes proyectos inmobiliarios de lujo en Tenerife, que también afirmaron que eran ilegales. El grupo dijo que no estaban en contra del turismo, sino de un modelo de turismo que permite un crecimiento insostenible.
El 26 de mayo de 2024, unas 10 000 personas protestaron en Palma de Mallorca, la capital de la isla de Mallorca, y el 25 de mayo se produjeron otras protestas en Mallorca, así como en las islas baleares más pequeñas de Menorca e Ibiza. La presidenta de las Islas Baleares, Marga Prohens, criticó a las autoridades turísticas competentes por intentar ampliar el volumen turístico en lugar de apuntar a un turismo sostenible y de calidad. Los manifestantes en Mallorca pidieron al gobierno que impida que nuevos residentes compren propiedades y que se abran nuevos puntos turísticos. En Menorca, los residentes se quejaron de que el gobierno de la isla ignoraba las preocupaciones locales incluso mientras promocionaba sus calles entre los turistas, y en Ibiza había preocupaciones específicas acerca de que la isla se convirtiera en un foco de fiesta.
En julio de 2024 hubo una protesta en Barcelona de unas 3000 personas. Algunos de los manifestantes utilizaron cinta adhesiva para sellar las salidas de los hoteles y acordonar restaurantes y otros servicios turísticos en plazas públicas, y algunos rociaron a los turistas con pistolas de agua, lo que el ministro de Turismo español criticó. Los manifestantes dijeron que la gran cantidad de visitantes era la causa del aumento de precios de los bienes en toda la ciudad, además de ejercer presión sobre los servicios públicos, y se quejaron de que la riqueza generada por el turismo no se distribuía y, por lo tanto, era causa de una mayor desigualdad social. La Asociación de Barrios para el Decrecimiento Turístico publicó trece propuestas para desinvertir en turismo, muchas de ellas incluidas en el manifiesto de 2020.
Otra gran protesta en Palma de Mallorca tuvo lugar la tarde del 21 de julio, coincidiendo con el inicio de las vacaciones de verano en Inglaterra. Más de 100 grupos activistas tenían previsto participar en la protesta, y France 24 informó de que participaron 80 grupos y que participaron hasta 50 000 manifestantes (50 000 según los organizadores, 12 000 según el gobierno de la isla, 20 000 según la policía local). Los manifestantes pidieron la protección de los recursos naturales, un límite a la llegada de vuelos y al atraque de cruceros, y la regulación del alojamiento para no residentes, citando el aumento de los costes de vida; el uso excesivo de recursos, espacios públicos y servicios públicos por parte de los turistas; y una pérdida de identidad cultural a medida que la isla se turistifica, incluyendo cosas como tiendas que antes eran tradicionales y se convierten en cadenas multinacionales que venden (por ejemplo) helados.

## Acciones en respuesta
En Baleares, en mayo de 2024, el gobierno regional aprobó 700 proyectos de vivienda, incluida la cesión de suelo público para la promoción de viviendas, y redujo el impuesto sobre la venta de viviendas. Jaume Bauzà, consejero de Turismo de las Islas Baleares, dijo que querían desincentivar el antiturismo, o «turismofobia», y que detener los métodos ilegales de captación de turistas sería una gran ayuda para resolver este problema y el exceso de turismo.
En Barcelona se han tomado medidas políticas para combatir los efectos negativos del exceso de turismo. En junio de 2024, el alcalde Jaume Collboni dijo que pondría fin a los alquileres de corta estancia en Barcelona en 2028, con el objetivo de reducir el impacto en el mercado inmobiliario de los propietarios que alquilan propiedades a tarifas infladas destinadas a los turistas, y tras las continuas protestas de julio, Collboni anunció planes para aumentar el impuesto turístico a los visitantes de cruceros que se queden en la ciudad menos de 12 horas. A principios de 2024, Collboni había aumentado el impuesto turístico nocturno y limitado el número de visitantes de cruceros.